# Aiee! The Phantom
Aiee! The Phantom ist ein Jazzalbum von Horace Tapscott. Die im Juni 1995 in den Systems Two Studios, Brooklyn, entstandenen Aufnahmen erschienen 1996 auf Arabesque Jazz.

## Hintergrund
Horace Tapscott galt nach Ansicht von Scott Yanow bereits zum Zeitpunkt des Erscheinens des Albums als die große lokale Legende von Los Angeles. Er habe seit Mitte der 1960er-Jahre seinen eigenen Sound und Stil geschaffen; aber aufgrund seiner relativ wenigen Aufnahmen (hauptsächlich für Nimbus) und seines Wunsches, in L.A. statt in New York zu leben, wurde er lange Zeit unterschätzt, wenn nicht sogar völlig übersehen. Stilistisch zwischen Post Bop und Avantgarde Jazz angesiedelt, spielte Tapscott auf lokaler Ebene mit einem (weitgehend undokumentierten) Quartett, zu dem auch der Saxophonist Michael Session gehörte.
Aiee! The Phantom war bei seinem Erscheinen 1996 das erste Album Tapscotts nach fünf Jahren (1991 war der zweite Teil des 1989 entstandenen Livealbums The Dark Tree (HatHut Records) veröffentlicht worden). Der bei diesen Sessions mitwirkende Schlagzeuger Andrew Cyrille war erneut in der Band, als Tapscott neues Material in New York einspielte. Weitere Mitwirkende waren der Trompeter Marcus Belgrave, der Altsaxophonist Abraham Burton und der Bassist Reggie Workman. Neben eigenen Kompositionen des Pianisten spielten sie ein Stück des langjährigem Tapscott-Mitarbeiters Jesse Sharps („The Goat and Ram Jam“) und eines Freunds aus Los Angeles, des Soul-Musikers und Songwriters Ernest Lee Straughter („Inspiration of Silence“).

## Titelliste

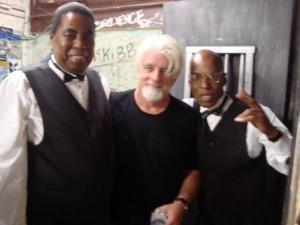
Ernest Lee Straughter (links) mit Michael McDonald und seinem Bruder Ray L. Straughter (rechts) 2010

- Horace Tapscott: Aiee! The Phantom (Arabesque Jazz AJ0119)[2]

1. To the Great House 7:48
2. The Goat and Ram Jam (Jesse Sharps) 8:51
3. Aiee! The Phantom 10:28
4. Drunken Mary / Mary on Sunday 9:25
5. Inspiration of Silence (Ernest Lee Straughter) 6:37
6. Mothership 15:49

Wenn nicht anders vermerkt, stammen die Kompositionen von Horace Tapscott.

## Rezeption
Scott Yanow verlieh dem Album in Allmusic viereinhalb Sterne und schrieb, Tapscott habe mit diesem All-Star-Quintett vier seiner auf modalem Jazz basierten Eigenkompositionen und weitere Stücke ziemlich frei gespielt, aber mit Aufmerksamkeit für die Stimmungen der Kompositionen. Zu den Höhepunkten des Albums würden „Drunk Mary/Mary On Sunday“, „To the Great House“ und das experimentierfreudige „Mothership“ gehören. Vielleicht werde diese Aufnahme den Rest der Jazzwelt auf die überzeugenden Talente des großen Veteranen Horace Tapscott aufmerksam machen.